# Carl Hoefkens
Carl Hoefkens (* 6. Oktober 1978 in Lier) ist ein belgischer Fußballtrainer und ehemaliger -spieler auf der Position eines Abwehrspielers.

## Karriere

### Verein
Hoefkens startete seine Karriere in seiner Heimatstadt bei Lierse SK. Dort kam er 1996 in den Profikader und konnte zum Ende der Saison seinen ersten nationalen Titel gewinnen. Lierse sicherte sich in dieser Saison die erste Belgische Meisterschaft seit 1960. Zu Beginn der Folgesaison triumphierte man zudem im Spiel um den Supercup. 1999 wurde gegen Standard Lüttich das Finale um den Belgischen Pokal erreicht. Hier setzte sich die Mannschaft mit 3:1 durch. Nach fünf Jahren entschied sich Hoefkens zu einem Wechsel zum Ligakonkurrenten SK Lommel. Beim Erstligaaufsteiger erlebt der Verteidiger eine anstrengende Zeit. Zur Rückrunde der Spielzeit 2002/03 wurde dem Verein wegen mangelnder Gelder die Lizenz entzogen und alle Spiele wurden annulliert. Bereits im Februar 2003 zog Hoegkens die Konsequenzen daraus und unterschrieb beim KVC Westerlo, ehe er sich im Sommer Germinal Beerschot Antwerpen anschloss. Mit Germinal gewann er 2004/05 zum zweiten Mal den Belgischen Pokal, wobei man sich mit 2:1 gegen FC Brügge durchsetzte. Noch vor Beginn der Folgesaison revanchierte sich Brügge und behielt im Spiel um den Supercup die Oberhand. Wegen seiner guten Leistungen während dieser Zeit avancierte Hoefkens zum Publikumsliebling. Im Sommer 2005 engagierte Stoke City in En gland den ablösefreien Verteidiger. Sein Debüt für den neuen Verein gab er am 6. August 2005 beim 0:0 gegen Sheffield Wednesday. Hoefkens wurde Stammspieler und Leistungsträger. Wie schon in Antwerpen begeisterte er auch bei Stoke die Fans und wurde zum Fan-Liebling der Saison 2005/06 gewählt. Während des Folgejahres überraschte er Zuschauer und City-Verantwortliche als er als Außen- und Mittelfeldspieler zu überzeugen wusste. Während der Winterpause zeigte der belgische Rekordmeister FC Brügge interesse am damaligen belgischen Nationalspieler. Allerdings kam es nicht zum Wechsel. Erst im Sommer 2007 sicherte sich der englische Zweitligist West Bromwich Albion die Dienste Hoefkens. Dort unterzeichnete er einen Zwei-Jahres-Vertrag mit Option auf eine weitere Saison. Auch bei den Baggies setzte er sich durch und stand am ersten Spieltag der Saison 2007/08 in der Startformation der Mannschaft. Nach Ablauf seines ersten Jahres bei West Bromwich erreichte die Mannschaft den ersten Platz und damit den direkten Aufstieg in die Premier League. Am ersten Spieltag der neuen Spielzeit, am 16. August 2008, gab Hoefkens sein Debüt in der Premier League gegen den FC Arsenal. Das Spiel wurde 0:1 verloren. Nachdem er im Vorjahr noch einen Stammplatz innegehabt hatte, fand sich Hoefkens vermehrt auf der Auswechselbank wieder. Nachdem sein Vertrag ausgelaufen war, war Hoefkens 2009 kurzzeitig vereinslos. Danach schloss er sich dem FC Brügge an und war für eine Saison beim Lierse SK aktiv. Ab Sommer 2014 stand er im Kader der KV Ostende, bei der er einen Einjahresvertrag unterzeichnet hatte. Nach einer Saison, in der er es auf 18 Ligaeinsätze und einen -treffer gebracht hatte, beendete er seine Karriere als Fußballprofi nach der Spielzeit 2015/16 beim Manchester 62 FC in der Gibraltar Eurobet Division.

### Nationalmannschaft
Hoefkens wurde mehrfach für die Nationalmannschaft Belgiens nominiert. Zuvor war er bereits Junioren-Nationalspieler und nahm an der Junioren-Fußballweltmeisterschaft 1997 teil. Dort erreichte man das Achtelfinale, schied allerdings durch eine 0:10-Niederlage gegen Brasilien aus. Hoefkens kam dabei in allen drei Vorrundenpartien sowie im Achtelfinale zum Einsatz.

## Trainer
Ab Januar 2018 war er bis zum Ende der Saison 2017/18 für den FC Knokke als Scout tätig. Zur Saison 2018/19 wechselte er zum FC Brügge, zunächst als Co-Trainer der U 19- und U 21-Mannschaft. Ab der Saison 2019/20 war er Co-Trainer unter Philippe Clement und Alfred Schreuder. Nachdem letzterer zur Saison 2022/23 nach Ajax Amsterdam wechselte, rückte Hoefkens als Cheftrainer nach und unterschrieb einen unbefristeten Vertrag. Nach Weihnachten 2022 trennte sich der Verein von ihm. Einerseits erreichte er zwar in der Champions League das Achtelfinale, andererseits schied der Verein im Achtelfinale des belgischen Pokals aus und stand nach dem 1. Spieltag der Rückrunde in der Division 1A nur auf Platz 4, was der letzte Platz ist, der zur Teilnahme an den Meister-Play-offs berechtigte.
Mitte Juni 2023 fand er bei Ligakonkurrenten Standard Lüttich eine neue Anstellung mit einer Vertragslaufzeit von drei Jahren. Er wurde als Nachfolger von Ronny Deila verpflichtet, der von einer Ausstiegsklausel Gebrauch machte und zum FC Brügge wechselte. Zum Jahresende wurde er dort entlassen, nachdem der Verein nach 19 von 30 Spieltagen in der Hauptrunde auf Platz 9 von 16 stand, aber nur zwei Punkte vor Platz 13 hatte (Platz 13 bedeutet die Teilnahme an der Abstiegsrunde.).
Ende Mai 2024 unterschrieb er beim Aufsteiger in die niederländische Eredivisie NAC Breda einen Vertrag als Trainer ab der Saison 2024/25 mit einer Laufzeit von drei Jahren.

## Erfolge
- als Spieler
  - Belgischer Meister mit Lierse SK: 1997
  - Belgischer Supercup mit Lierse SK: 1997
  - Belgischer Pokal mit Lierse SK: 1999
  - Belgischer Pokal mit Germinal Beerschot Antwerpen: 2005
  - Gewinn der Football League Championship mit West Bromwich Albion: 2008
- als Trainer
  - Gewinner belgischer Supercup: 2022 (FC Brügge)